# Національна Федерація американського футболу України
Національна Федерація Американського Футболу України (НФАФУ) — всеукраїнська громадська спортивна організація. Головна мета її діяльності — сприяння у розвитку та популяризації американського футболу в Україні. ФАФУ займається організацією та проведенням чемпіонату України та ігор збірної України з американського футболу.

## Президенти ФАФУ
- Білоусов Володимир Іванович 2004-2011
- Кірєєв Сергій Миколайович 2011-2012
- Тесленко Павло Петрович

## Українські команди з американського футболу
- Білоцерківські Яструби
- Вінницькі Вовки
- Вінницькі Патріоти
- Дніпровські Ракети
- Скіфи-ДонНТУ
- Житомирські Вепри
- Київські Джетс
- Київські Бендітс
- Київські Слов'яни
- Луганські Танки
- Львівські Леви
- Миколаївські Вікінги
- Одеські Пірати
- Рівненські Монархи
- Севастопольські Титани
- Сімферопольські Таври
- Ужгородські Лісоруби
- Тернопільські хрестоносці
- Харківські Атланти
- Херсонські Акули
- Хмельницькі Гладіатори

## Контакти
01103, Україна, Київ, вул. Мішина, 3

## Див.також
- Чемпіонат України з американського футболу
- Вища Ліга ФАФУ
- Перша Ліга ФАФУ
- УЛАФ